# Dühren (Wittelshofen)

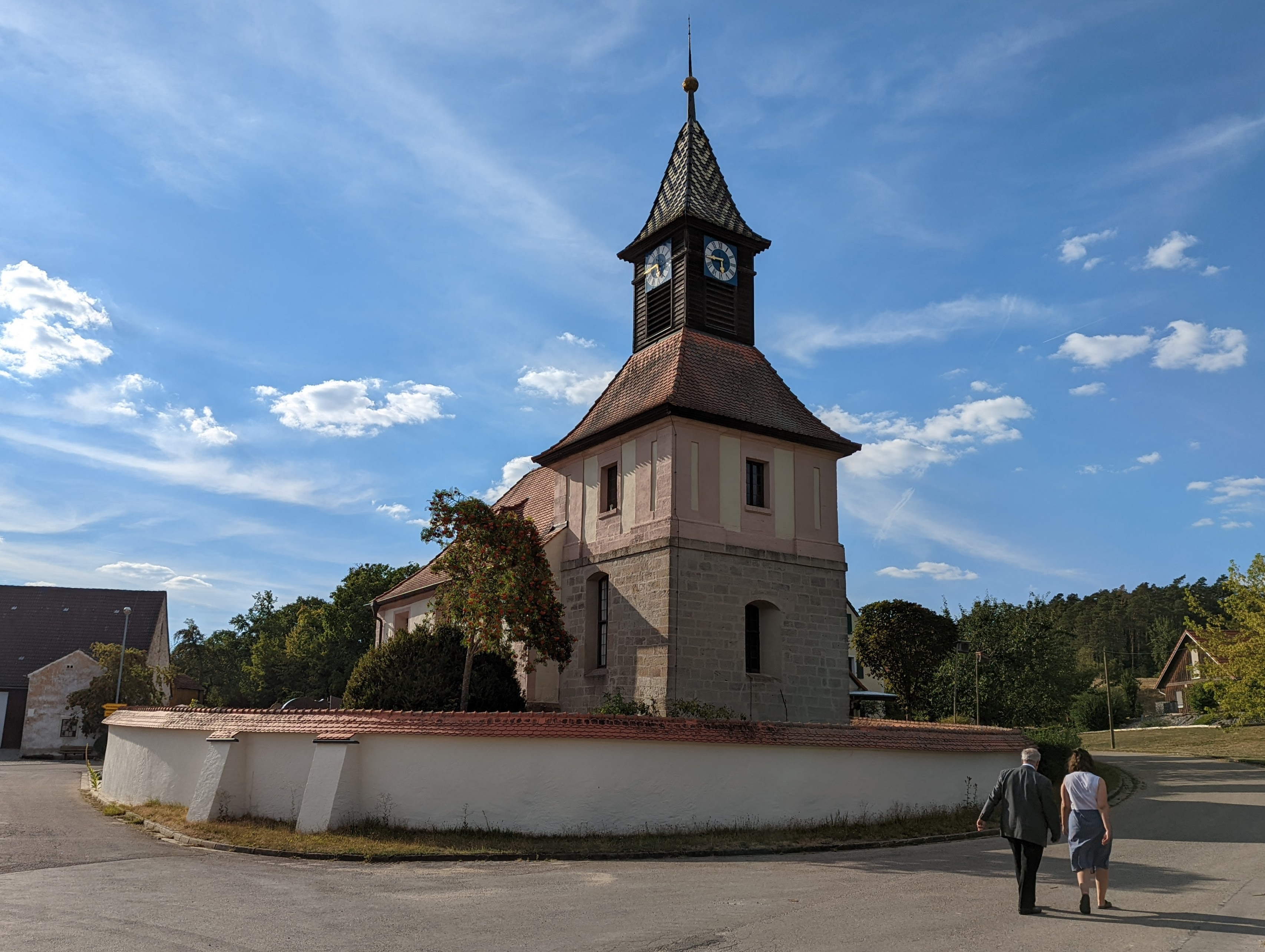
Kirche St. Michael

Dühren ist ein Gemeindeteil der Gemeinde Wittelshofen im Landkreis Ansbach (Mittelfranken, Bayern). Die Gemarkung Dühren hat eine Fläche von 4,690 km². Sie ist in 363 Flurstücke aufgeteilt, die eine durchschnittliche Fläche von 12.918,80 m² haben. In ihr liegt neben dem namensgebenden Ort der Gemeindeteil Grüb.

## Geographie
Dühren ist ein Weiler mit einer Kirche. Im Ort entspringt der Dührengrundgraben, ein linker Zufluss der Sulzach. Im Westen liegt das Waldgebiet Fuchsloch, im Norden das Waldgebiet Hüll, im Osten das Flurgebiet Loh, im Süden das Flurgebiet Buck, dahinter das Waldgebiet Gehag.
Eine Gemeindeverbindungsstraße führt zu einer Gemeindeverbindungsstraße (0,5 km nördlich), die zur Kreisstraße AN 51 bei Grüb (0,8 km östlich) bzw. nach Ammelbruch zur AN 50 (1,5 km nordwestlich) verläuft, bzw. zu einer Gemeindeverbindungsstraße (1,4 km südwestlich), die nach Untermichelbach zur Kreisstraße AN 41 (1 km südlich) bzw. nach Ammelbruch zur AN 51 (2,5 km nördlich) führt. Eine weitere Gemeindeverbindungsstraße führt zur AN 51 (1,1 km östlich), die nach Grüb (0,4 km nördlich) bzw. zur AN 49 verläuft (0,4 km südlich).
Dühren liegt am Limesweg des Fränkischen Albvereins, einem Teilabschnitt des Deutschen Limes-Wanderwegs.

## Geschichte
Dühren ist vermutlich eine frühe fränkische Siedlung. Im nördlichen Waldgebiet Hüll befinden sich die Überreste des Limes mit den römischen Wachtürme 13/22, 13/23, 13/24 sowie 13/25. Da der Ort unmittelbar an der Teufelsmauer (dem Limes) liegt und sich am sogenannten Dührener Eck ein doppelter Walldurchgang für die Altwege befand, leitet sich der Ortsname davon ab, der von Türen stammt. Der Limes zieht in gerader Linie vom Wörnitzübergang mit Wachposten 13/11 bei Wilburgstetten über die Gelsmühle (dort liegt der Sulzachübergang der Mauer) vorbei am Hesselberg und führt im Waldgebiet Hüll mit einem scharfen Knick – den Hesselberg einschließend – weiterhin gerade in Richtung Gunzenhausen.
Im Dreißigjährigen Krieg (1618–1648) verödete der Ort vollständig.
Dühren lag im Fraischbezirk des ansbachischen Oberamtes Wassertrüdingen. Die Reichsstadt Dinkelsbühl beanspruchte die Fraisch auf ihren Gütern. Die Dorf- und Gemeindeherrschaft hatte das ansbachische Vogtamt Wittelshofen. Gegen Ende des 18. Jahrhunderts gab es in Dühren acht Anwesen, eine Kirche und ein Gemeindehirtenhaus. Grundherren waren das Kastenamt Wassertrüdingen (2 Halbhäuser, 2 Häuslein), das Vogtamt Wittelshofen (1 Gut), die Reichsstadt Dinkelsbühl (Spital: 2 Güter) und das eichstättische Kastenamt Ornbau (1 Gut). Von 1797 bis 1808 unterstand der Ort dem Justiz- und Kammeramt Wassertrüdingen.
1806 kam Dühren an das Königreich Bayern. Mit dem Gemeindeedikt wurde es dem 1809 gebildeten Steuerdistrikt und Ruralgemeinde Ammelbruch zugeordnet. Mit dem Zweiten Gemeindeedikt (1818) entstand die Ruralgemeinde Dühren, zu der Grüb gehörte. Sie war in Verwaltung und Gerichtsbarkeit dem Landgericht Wassertrüdingen zugeordnet und in der Finanzverwaltung dem Rentamt Wassertrüdingen. 1864 wurde die Gemeinde Dühren amtlich in Grüb umbenannt.
Am 1. Juli 1972 wurde Dühren im Zuge der Gebietsreform in Bayern nach Wittelshofen eingegliedert.

### Baudenkmäler
- Die evangelisch-lutherische Filialkirche St. Michael ist eine kleine Chorturmkirche mit angefügtem Langhaus und „1481“ datiert. Der Turm wurde 1752 erneuert. Die Friedhofsmauer mit zum Teil daran befestigten Grabsteinen des 18. Jahrhunderts und des späten 19. Jahrhunderts ist im Kern wohl spätmittelalterlich. St. Michael war ursprünglich eine eigenständige Pfarrei und wurde später mit Wittelshofen vereinigt. Heute ist sie mit 29 Mitgliedern (Stand: 2012), die zweitkleinste Kirchengemeinde Bayerns.[14]
- Die Bodendenkmäler des Limes sind der Liste der Baudenkmäler in Wittelshofen zugeordnet.[15]

### Bodendenkmäler
In der Gemarkung Dühren gibt es zehn Bodendenkmäler, darunter Wachtposten und Teilstrecken des raetischen Limes.

### Einwohnerentwicklung
| Jahr      | 001818 | 001840 | 001861 | 001871 | 001885 | 001900 | 001925 | 001950 | 001961 | 001970 | 001987 | 002006 | 002016 |
| Einwohner | 44     | 56     | 45     | 38     | 51     | 46     | 47     | 53     | 35     | 29     | 35     | *32    | *36    |
| Häuser    | 10     | 9      |        |        | 10     | 10     | 10     | 10     | 10     |        | 7      |        |        |
| Quelle    | [ 17 ] | [ 18 ] | [ 19 ] | [ 20 ] | [ 21 ] | [ 22 ] | [ 23 ] | [ 24 ] | [ 25 ] | [ 26 ] | [ 27 ] | [ 1 ]  | [ 1 ]  |

## Religion
Der Ort ist seit der Reformation evangelisch-lutherisch geprägt und bis heute nach St. Martin (Wittelshofen) gepfarrt. Die Katholiken sind nach St. Peter und Paul (Halsbach) gepfarrt.